# 亚练乡
亚练乡，是中华人民共和国云南省临沧市永德县下辖的一个乡镇级行政单位。

## 行政区划
亚练乡下辖以下地区：
亚练村、章太村、文化村、塔驮村、兔乃村、邦木村、鱼新塘村、忙回村、平掌村、云岭村和垭口村。